# Mechthild Heil

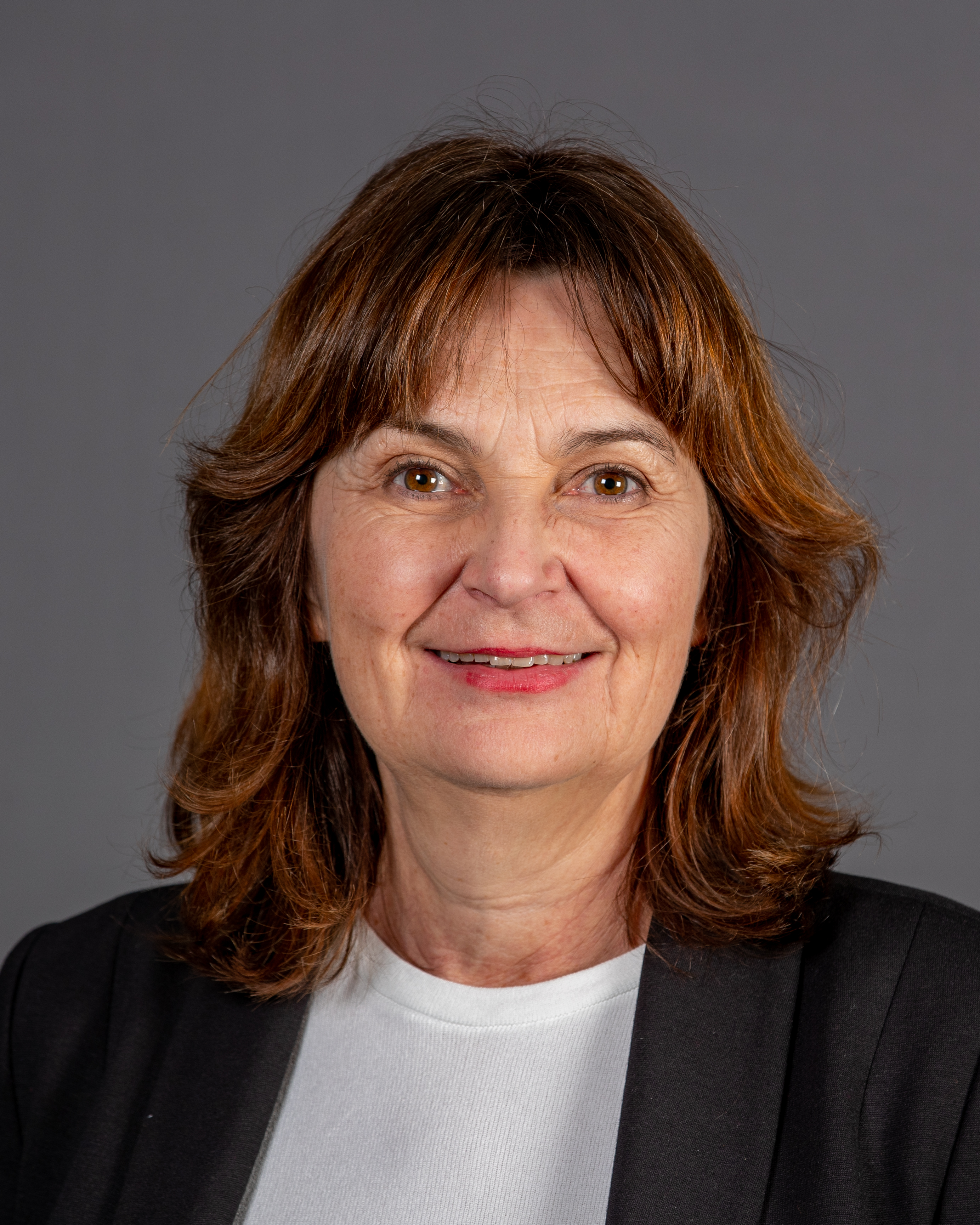
Mechthild Heil (2020)

Mechthild Heil (geb. Rumpf; * 23. August 1961 in Andernach) ist eine deutsche Politikerin der CDU und Architektin. Seit 2009 ist sie Mitglied des Deutschen Bundestages und war von 2013 bis 2017 Vebraucherschutzbeauftragte der CDU/CSU-Bundestagsfraktion. Von 2018 bis 2021 war Heil Vorsitzende des Ausschusses für Bau, Wohnen, Stadtentwicklung und Kommunen. Seit 2025 ist sie Vorsitzende des Ausschusses für Menschenrechte und humanitäre Hilfe. Seit September 2024 ist sie stellvertretende Landesvorsitzende der CDU Rheinland-Pfalz.

## Beruflicher Werdegang
Nach dem Abitur am Bertha-von-Suttner-Gymnasium in Andernach studierte Heil Architektur an der Universität Kaiserslautern. Sie schloss ihr Studium als Diplom-Ingenieurin ab. Von 1989 bis 1990 war sie bei Architekten RKW in Frankfurt und ab 1991 in Andernach im Architekturbüro Rumpf tätig. Seit 1999 leitet sie gemeinsam mit ihrem Bruder das Familienunternehmen „RUMPF architekten + ingenieure“ in Andernach mit fünfzehn Mitarbeitern.

## Privates
Heil ist römisch-katholisch, verheiratet und Mutter von drei Söhnen.

## Politischer Werdegang

### Kommunalpolitik
Seit 1994 ist Heil Mitglied im Stadtrat Andernach, seit 1999 Mitglied im Kreistag Mayen-Koblenz. Seit 2009 ist sie Vorsitzende des CDU-Stadtverbands Andernach und seit April 2018 Vorsitzende des CDU-Kreisverbandes Mayen-Koblenz.

### Abgeordnete
2009 wurde Heil im Wahlkreis Ahrweiler mit 45,5 Prozent der Erststimmen zum ersten Mal in den deutschen Bundestag gewählt.
Am 20. September 2012 wurde Heil von der Delegiertenversammlung der beiden CDU-Kreisverbände Mayen-Koblenz und Ahrweiler mit 124 von 134 Stimmen als Direktkandidatin zur Bundestagswahl 2013 nominiert. Bei der Wahl am 22. September 2013 gewann sie mit einem Zuwachs von zehn Prozentpunkten auf 55,5 Prozent der Erststimmen erneut das Direktmandat des Wahlkreises 199 für den Bundestag. Ihre Gegenkandidatin von der SPD, Andrea Nahles, erhielt 28 Prozent der Erststimmen.
Bei der Bundestagswahl 2017 erhielt Heil mit 42,8 Prozent der Erststimmen zum dritten Mal das Direktmandat im Wahlkreis Ahrweiler, bei der Bundestagswahl 2021 waren es 34,3 %. Bei der vorgezogenen Bundestagswahl 2025 konnte Heil ihr Direktmandat erneut verteidigen und erhielt 39,3 Prozent der Erststimmen.
Im Januar 2014 wurde Heil vom Fraktionsvorsitzenden Volker Kauder zur Verbraucherschutzbeauftragten der CDU/CSU-Bundestagsfraktion ernannt. Dieses Amt hatte sie bereits in der vergangenen Wahlperiode inne und füllte es bis zur Bundestagswahl 2017 aus.
Sie ist Ordentliches Mitglied im Ausschuss für Recht und Verbraucherschutz und war von 2013 bis 2017 Stellvertretendes Mitglied im Ausschuss für Ernährung und Landwirtschaft.
Seit Dezember 2016 ist Heil Mitglied im Bundesvorstand der CDU.
Im April 2018 wurde Mechthild Heil zur Vorsitzenden des Ausschusses für Bau, Wohnen, Stadtentwicklung und Kommunen des Deutschen Bundestages benannt.
Im 19. Deutschen Bundestag war Heil ordentliches Mitglied im Kuratorium der Bundeszentrale für politische Bildung und gehörte als stellvertretendes Mitglied dem Ausschuss für die Angelegenheiten der Europäischen Union, sowie dem Ausschuss für Inneres und Heimat an.
Im 20. Deutschen Bundestag arbeitet Heil im Ausschuss für Wohnen, Stadtentwicklung, Bauwesen und Kommunen und ist stellvertretendes Mitglied im Ausschuss für Inneres und Heimat sowie im Rechtsausschuss. Sie ist Vorsitzende der Gruppe der Frauen der CDU/CSU-Bundestagsfraktion.

## Mitgliedschaften und Leitungsämter
Mechthild Heil gehört der Katholischen Frauengemeinschaft Deutschlands (kfd) an und ist seit Juni 2017 Bundesvorsitzende dieses Verbandes.
Sie ist Mitglied im Kuratorium der Bundeszentrale für politische Bildung, stellvertretendes Mitglied des Kuratoriums der Stiftung Haus der Geschichte der Bundesrepublik Deutschland und stellvertretendes Mitglied im Beirat Marktwächter Finanzen. Zudem war sie bis 2019 Mitglied im Kuratorium der Deutschen Stiftung Verbraucherschutz und zeitweilig stellvertretende Vorsitzende des Beirates für Handel und Verbraucherschutz der Gesellschaft zum Studium strukturpolitischer Fragen e. V.
Sie ist außerdem Vizepräsidentin des DRK-Kreisverbandes Mayen-Koblenz und Mitglied der „Aktion Eine Welt“, in der Hospizbewegung Andernach-Pellenz, der Andernacher Karnevalsgesellschaft Fidelitas 1893 „Blaue Funken“ e. V. und Pilgerin bei den Matthiasbrüdern.

## Kontroversen
Bei der Abstimmung für das umstrittene Zustrombegrenzungsgesetz im Deutschen Bundestag am 31. Januar 2025 stimmte Heil mit dem Großteil ihrer CDU/CSU-Fraktion für das Gesetz; dabei wurde in Kauf genommen, dass diese Abstimmung nur mit den Stimmen der AfD zu gewinnen gewesen wäre. Daraufhin forderte der Diözesanverband Münster der Katholischen Frauengemeinschaft Deutschlands (kfd) den Rücktritt von Mechthild Heil als Bundesvorsitzender des Frauenverbandes, da ihre Abstimmungspraxis „kein erkennbares Eintreten für die Werte der kfd“ zeige; als Bundesvorsitzende habe sie auch Verantwortung für die Glaubwürdigkeit des Verbandes.